# FA Community Shield
FA Community Shield är en årlig välgörenhetsmatch i den engelska herrfotbollen som spelas mellan föregående säsongs vinnare av Premier League och av FA-cupen. Men om samma lag som vinner ligan även vinner cupen, står istället laget som kom tvåa i Premier League för motståndet. Denna match är accepterad som en tävlingsinriktad Supercup av både engelska fotbollsförbundet och Uefa.. Tidigare kallades matchen för FA Charity Shield; namnbytet kom till 2002. 
Idag är matchen en av höjdpunkterna under det engelska fotbollsåret. Matchen TV-sänds och får därmed en miljardpublik världen över. När matchen arrangerades på Wembley 1974–2000 drog matcherna in mer än 5 miljoner pund till olika välgörande ändamål, som de deltagande lagen utsåg. 
De nuvarande titelhållarna (2024) är Manchester City, som besegrade Manchester United med 7-6 efter straffar.

## Historia
FA Charity Shield spelades första gången 1908 men det var först 1974 som det engelska fotbollsförbundets dåvarande generalsekreterare, Ted Croker, bestämde att matchen skulle inleda den nya säsongen och att matcherna skulle spelas på Wembley Stadium. Detta höjde statusen på matchen, som innan dess fört en tämligen anonym tillvaro då den spelats på olika arenor och mellan lag som ofta inte hade vunnit någonting.
Från 2001 hade matcherna avgjorts i Cardiff i väntan på att det nya Wembley Stadium skulle invigas, och då detta skedde 2007 började man återigen spela matcherna på Wembley.

## Vinnare

### Matcherna
Nedan är alla vinnarna av FA Community Shield listade
| Årtal                                                | Vinnare                  | Målskyttar                                  | Mål                                                      | Målskyttar                                | Tvåa                           |
| ---------------------------------------------------- | ------------------------ | ------------------------------------------- | -------------------------------------------------------- | ----------------------------------------- | ------------------------------ |
| 1908                                                 | Manchester United        | Meredith                                    | 1 – 1                                                    | Cannon                                    | Queens Park Rangers            |
| Omspel                                               | Manchester United        | Turnbull (3) Wall                           | 4 – 0                                                    |                                           | Queens Park Rangers            |
| 1909                                                 | Newcastle United         | Allan Rutherford                            | 2 – 0                                                    |                                           | Northampton Town               |
| 1910                                                 | Brighton and Hove Albion | Webb                                        | 1 – 0                                                    |                                           | Aston Villa                    |
| 1911                                                 | Manchester United        | Halse (6) Turnbull Wall                     | 8 – 4                                                    | Fleming Wheatcroft Tout Jefferson         | Swindon Town                   |
| 1912                                                 | Blackburn Rovers         | Aitkenhead (2)                              | 2 – 1                                                    | Revill                                    | Queens Park Rangers            |
| 1913                                                 | English Professionals XI | Hampton (4) Holley (2) Fleming              | 7 – 2                                                    | Barlos Farnfield                          | English Amateurs XI            |
| 1914 – 1919 Inställt på grund av första världskriget |                          |                                             |                                                          |                                           |                                |
| 1920                                                 | West Bromwich Albion     | Smith (2)                                   | 2 – 0                                                    |                                           | Tottenham Hotspur              |
| 1921                                                 | Tottenham Hotspur        | Bliss Cantrell                              | 2 – 0                                                    |                                           | Burnley                        |
| 1922                                                 | Huddersfield Town        | Wilson                                      | 1 – 0                                                    |                                           | Liverpool                      |
| 1923                                                 | English Professionals XI | Bradford Chambers                           | 2 – 0                                                    |                                           | English Amateurs XI            |
| 1924                                                 | English Professionals XI | Walker (2) Buchan                           | 3 – 1                                                    | Kail                                      | English Amateurs XI            |
| 1925                                                 | English Amateurs XI      | Ashton (4) Macey (2)                        | 6 – 1                                                    | Hannaford                                 | English Professionals XI       |
| 1926                                                 | English Amateurs XI      | Minter (2) Macey (2) Kail Keeping (s.m.)    | 6 – 3                                                    | Rawlings (2) Tunstall                     | English Professionals XI       |
| 1927                                                 | Cardiff City             | Ferguson Davies                             | 2 – 1                                                    | Ashton                                    | Corinthian                     |
| 1928                                                 | Everton                  | Dean (2)                                    | 2 – 1                                                    | Thornewell                                | Blackburn Rovers               |
| 1929                                                 | English Professionals XI | Seed Chandler Pease                         | 3 – 0                                                    |                                           | English Amateurs XI            |
| 1930                                                 | Arsenal                  | Hulme Jack                                  | 2 – 1                                                    | Burgess (straffspark)                     | Sheffield Wednesday            |
| 1931                                                 | Arsenal                  | Bastin                                      | 1 – 0                                                    |                                           | West Bromwich Albion           |
| 1932                                                 | Everton                  | Dean (4) Johnson                            | 5 – 3                                                    | McMenemy (2) Boyd                         | Newcastle United               |
| 1933                                                 | Arsenal                  | Birkett (2) Bowden                          | 3 – 0                                                    |                                           | Everton                        |
| 1934                                                 | Arsenal                  | Birkett Marshall Drake Bastin               | 4 – 0                                                    |                                           | Manchester City                |
| 1935                                                 | Sheffield Wednesday      | Dewar                                       | 1 – 0                                                    |                                           | Arsenal                        |
| 1936                                                 | Sunderland               | Burbanks Carter                             | 2 – 1                                                    | Kirchen                                   | Arsenal                        |
| 1937                                                 | Manchester City          | Herd Doherty                                | 2 – 0                                                    |                                           | Sunderland                     |
| 1938                                                 | Arsenal                  | Drake (2)                                   | 2 – 1                                                    | R. Beattie                                | Preston North End              |
| 1939 – 1947 Inställt på grund av andra världskriget  |                          |                                             |                                                          |                                           |                                |
| 1948                                                 | Arsenal                  | Lewis (2) Jones Rooke                       | 4 – 3                                                    | Rowley Burke Mitten                       | Manchester United              |
| 1949                                                 | Portsmouth               | Reid                                        | 1 – 1 Delad titel                                        | Hancocks (straffspark)                    | Wolverhampton Wanderers        |
| 1950                                                 | English World Cup XI     | Mannion Mortensen Baily Mullen              | 4 – 2                                                    | Johnstone Lofthouse                       | English FA Canadian Touring XI |
| 1951                                                 | Tottenham Hotspur        | Murphy Bennett                              | 2 – 1                                                    | Milburn                                   | Newcastle United               |
| 1952                                                 | Manchester United        | Rowley (2) Byrne Downie                     | 4 – 2                                                    | Keeble (2)                                | Newcastle United               |
| 1953                                                 | Arsenal                  | Lishman (2) Lawton                          | 3 – 1                                                    | Mortensen                                 | Blackpool                      |
| 1954                                                 | Wolverhampton Wanderers  | Swinbourne (2) Deeley Hancocks              | 4 – 4 Delad titel                                        | Allen (3) Ryan                            | West Bromwich Albion           |
| 1955                                                 | Chelsea                  | McMichael (s.m.) Bentley Blunstone          | 3 – 0                                                    |                                           | Newcastle United               |
| 1956                                                 | Manchester United        | Viollet                                     | 1 – 0                                                    |                                           | Manchester City                |
| 1957                                                 | Manchester United        | Taylor (3) Berry (straffspark)              | 4 – 0                                                    |                                           | Aston Villa                    |
| 1958                                                 | Bolton Wanderers         | Hill Bannister Lofthouse (2)                | 4 – 1                                                    | Durandt                                   | Wolverhampton Wanderers        |
| 1959                                                 | Wolverhampton Wanderers  | Murray Broadbent Lill                       | 3 – 1                                                    | Wilson                                    | Nottingham Forest              |
| 1960                                                 | Burnley                  | Miller Connelly                             | 2 – 2 Delad titel                                        | Deeley Murray                             | Wolverhampton Wanderers        |
| 1961                                                 | Tottenham Hotspur        | Allen (2) Smith                             | 3 – 2                                                    | Haynes Byrne                              | FA XI                          |
| 1962                                                 | Tottenham Hotspur        | Smith Graves (2) White Medwin               | 5 – 1                                                    | Stephenson                                | Ipswich Town                   |
| 1963                                                 | Everton                  | Gabriel Stevens Vernon (straffspark) Temple | 4 – 0                                                    |                                           | Manchester United              |
| 1964                                                 | Liverpool                | Wallace G. Byrne                            | 2 – 2 Delad titel                                        | J. Byrne Hurst                            | West Ham United                |
| 1965                                                 | Manchester United        | Best Herd                                   | 2 – 2 Delad titel                                        | Stevenson Yeats                           | Liverpool                      |
| 1966                                                 | Liverpool                | Hunt                                        | 1 – 0                                                    |                                           | Everton                        |
| 1967                                                 | Manchester United        | Charlton (2) Law                            | 3 – 3 Delad titel                                        | Robertson Jennings Saul                   | Tottenham Hotspur              |
| 1968                                                 | Manchester City          | Owen (2) Lee (2) Lovett (s.m.) Young        | 6 – 1                                                    | Krzywicki                                 | West Bromwich Albion           |
| 1969                                                 | Leeds United             | Gray 54' Charlton 57'                       | 2 – 1                                                    | Bell 89'                                  | Manchester City                |
| 1970                                                 | Everton                  | Whittle Kendall                             | 2 – 1                                                    | Hutchinson                                | Chelsea                        |
| 1971                                                 | Leicester City           | Whitworth                                   | 1 – 0                                                    |                                           | Liverpool                      |
| 1972                                                 | Manchester City          | Lee (straffspark)                           | 1 – 0                                                    |                                           | Aston Villa                    |
| 1973                                                 | Burnley                  | Waldron                                     | 1 – 0                                                    |                                           | Manchester City                |
| 1974                                                 | Liverpool                | Boersma 20'                                 | 1 – 1 Liverpool vinnare med 6–5 på straffsparkar         | Cherry 70'                                | Leeds United                   |
| 1975                                                 | Derby County             | Hector McFarland                            | 2 – 0                                                    |                                           | West Ham United                |
| 1976                                                 | Liverpool                | Toshack                                     | 1 – 0                                                    |                                           | Southampton                    |
| 1977                                                 | Manchester United        |                                             | 0 – 0 Delad titel                                        |                                           | Liverpool                      |
| 1978                                                 | Nottingham Forest        | O'Neill (2) Withe Lloyd Robertson           | 5 – 0                                                    |                                           | Ipswich Town                   |
| 1979                                                 | Liverpool                | McDermott (2) Dalglish                      | 3 – 1                                                    | Sunderland                                | Arsenal                        |
| 1980                                                 | Liverpool                | McDermott                                   | 1 – 0                                                    |                                           | West Ham United                |
| 1981                                                 | Aston Villa              | Withe (2)                                   | 2 – 2 Delad titel                                        | Falco (2)                                 | Tottenham Hotspur              |
| 1982                                                 | Liverpool                | Rush                                        | 1 – 0                                                    |                                           | Tottenham Hotspur              |
| 1983                                                 | Manchester United        | Robson (2)                                  | 2 – 0                                                    |                                           | Liverpool                      |
| 1984                                                 | Everton                  | Grobbelaar (s.m.)                           | 1 – 0                                                    |                                           | Liverpool                      |
| 1985                                                 | Everton                  | Steven Heath                                | 2 – 0                                                    |                                           | Manchester United              |
| 1986                                                 | Everton                  | Heath 80'                                   | 1 – 1 Delad titel                                        | Rush 88'                                  | Liverpool                      |
| 1987                                                 | Everton                  | Clarke                                      | 1 – 0                                                    |                                           | Coventry City                  |
| 1988                                                 | Liverpool                | Aldridge (2)                                | 2 – 1                                                    | Fashanu                                   | Wimbledon                      |
| 1989                                                 | Liverpool                | Beardsley                                   | 1 – 0                                                    |                                           | Arsenal                        |
| 1990                                                 | Liverpool                | Barnes (straffspark)                        | 1 – 1 Delad titel                                        | Blackmore                                 | Manchester United              |
| 1991                                                 | Arsenal                  |                                             | 0 – 0 Delad titel                                        |                                           | Tottenham Hotspur              |
| 1992                                                 | Leeds United             | Cantona (3) 26', 77', 88' Dorigo 43'        | 4 – 3                                                    | Rush 34' Saunders 65' Strachan (s.m.) 89' | Liverpool                      |
| 1993                                                 | Manchester United        | Hughes                                      | 1 – 1 Manchester United vinnare med 5–4 på straffsparkar | Wright                                    | Arsenal                        |
| 1994                                                 | Manchester United        | Cantona (straffspark) Ince                  | 2 – 0                                                    |                                           | Blackburn Rovers               |
| 1995                                                 | Everton                  | Samways                                     | 1 – 0                                                    |                                           | Blackburn Rovers               |
| 1996                                                 | Manchester United        | Cantona 25' Butt 30' Beckham 86' Keane 88'  | 4 – 0                                                    |                                           | Newcastle United               |
| 1997                                                 | Manchester United        | Johnsen 57'                                 | 1 – 1 Manchester United vinnare med 4–2 på straffsparkar | Hughes 52'                                | Chelsea                        |
| 1998                                                 | Arsenal                  | Overmars 33' Wreh 56' Anelka 71'            | 3 – 0                                                    |                                           | Manchester United              |
| 1999                                                 | Arsenal                  | Kanu 67' (straffspark) Parlour 77'          | 2 – 1                                                    | Beckham 36'                               | Manchester United              |
| 2000                                                 | Chelsea                  | Hasselbaink 22' Melchiot 73'                | 2 – 0                                                    |                                           | Manchester United              |
| 2001                                                 | Liverpool                | McAllister 2' (straffspark) Owen 16'        | 2 – 1                                                    | van Nistelrooy 51'                        | Manchester United              |
| 2002                                                 | Arsenal                  | Gilberto 69'                                | 1 – 0                                                    |                                           | Liverpool                      |
| 2003                                                 | Manchester United        | Silvestre 15'                               | 1 – 1 Manchester United vinnare med 4–3 på straffsparkar | Henry 20'                                 | Arsenal                        |
| 2004                                                 | Arsenal                  | Gilberto 49' Reyes 59' Silvestre 79' (s.m.) | 3 – 1                                                    | Smith 55'                                 | Manchester United              |
| 2005                                                 | Chelsea                  | Drogba 8', 57'                              | 2 – 1                                                    | Fàbregas 65'                              | Arsenal                        |
| 2006                                                 | Liverpool                | Riise 9' Crouch 80'                         | 2 – 1                                                    | Shevchenko 43'                            | Chelsea                        |
| 2007                                                 | Manchester United        | Giggs 35'                                   | 1 – 1 Manchester United vinnare med 3-0 på straffsparkar | Malouda 45'                               | Chelsea                        |
| 2008                                                 | Manchester United        |                                             | 0 – 0 Manchester United vinnare med 3-1 på straffsparkar |                                           | Portsmouth                     |
| 2009                                                 | Chelsea                  | Ricardo Carvalho 52' Frank Lampard 71'      | 2 – 2 Chelsea vinnare med 4-1 på straffsparkar           | Nani 10' Wayne Rooney 90'                 | Manchester United              |
| 2010                                                 | Manchester United        | Valencia 41' Hernández 76' Berbatov 90+2'   | 3 – 1                                                    | Kalou 83'                                 | Chelsea                        |
| 2011                                                 | Manchester United        | C. Smalling 52' Nani 58' Nani 90+4'         | 3 – 2                                                    | Lescott 38' Džeko 45'                     | Manchester City                |
| 2012                                                 | Manchester City          | Y. Touré 53' Tévez 59' Nasri 65'            | 3 – 2                                                    | Torres 40' Bertrand 80'                   | Chelsea                        |
| 2013                                                 | Manchester United        | Van Persie 6' Van Persie 59'                | 2 – 0                                                    |                                           | Wigan Athletic                 |
| 2014                                                 | Arsenal                  | Cazorla 22' Ramsey 43' Giroud 62'           | 3 – 0                                                    |                                           | Manchester City                |
| 2015                                                 | Arsenal                  | Oxlade-Chamberlain 24'                      | 1 – 0                                                    |                                           | Chelsea                        |
| 2016                                                 | Manchester United        | Jesse Lingard 32' Zlatan Ibrahimović 83'    | 2 – 1                                                    | Jamie Vardy 52'                           | Leicester City                 |
| 2017                                                 | Arsenal                  | Sead Kolašinac 82'                          | 1 – 1 Arsenal vinnare med 4–1 på straffsparkar           | Victor Moses 46'                          | Chelsea                        |
| 2018                                                 | Manchester City          | Sergio Agüero 13', 58'                      | 2 – 0                                                    |                                           | Chelsea                        |
| 2019                                                 | Manchester City          | Raheem Sterling 12'                         | 1 – 1 Manchester City vinnare med 5–4 på straffsparkar   | Joel Matip 77'                            | Liverpool                      |
| 2020                                                 | Arsenal                  | Aubameyang 12'                              | 1 – 1 Arsenal vinnare med 5–4 på straffsparkar           | Minamino 73'                              | Liverpool                      |
| 2021                                                 | Leicester City           | Kalechi Iheanacho 89' (straffspark)         | 1 – 0                                                    |                                           | Manchester City                |
| 2022                                                 | Liverpool                | Arnold 21' Salah 83' (straff) Núñez 90+4'   | 3 – 1                                                    | Julián Álvarez 70'                        | Manchester City                |
| 2023                                                 | Arsenal                  | Trossard 90+11'                             | 1 – 1 Arsenal vinnare med 4–1 på straffsparkar           | Palmer 77'                                | Manchester City                |
| 2024                                                 | Manchester City          | Silva 89'                                   | 1 – 1 Manchester City vinnare med 7–6 på straffsparkar   | Garnacho 82'                              | Manchester United              |

### Vinnare
Nedan är en lista över vinnare av FA Community Shield, antal vinster och årtal
| Lag                     | Vinster (Vinster/Delade titel) | År (* Titeln delad) |
| ----------------------- | ------------------------------ | --- |
| Manchester United       | 21 (17/4)                      | 1908, 1911, 1952, 1956, 1957, 1965*, 1967*, 1977*, 1983, 1990*, 1993, 1994, 1996, 1997, 2003, 2007, 2008, 2010, 2011, 2013, 2016 |
| Arsenal                 | 17 (16/1)                      | 1930, 1931, 1933, 1934, 1938, 1948, 1953, 1991*, 1998, 1999, 2002, 2004, 2014, 2015, 2017, 2020, 2023                            |
| Liverpool               | 15 (10/5)                      | 1964*, 1965*, 1966, 1974, 1976, 1977*, 1979, 1980, 1982, 1986*, 1988, 1989, 1990*, 2001, 2006                                    |
| Everton                 | 9 (8/1)                        | 1928, 1932, 1963, 1970, 1984, 1985, 1986*, 1987, 1995                                                                            |
| Tottenham Hotspur       | 7 (4/3)                        | 1921, 1951, 1961, 1962, 1967*, 1981*, 1991*                                                                                      |
| Manchester City         | 7                              | 1937, 1968, 1972, 2012, 2018, 2019, 2024                                                                                         |
| Chelsea                 | 4                              | 1955, 2000, 2005, 2009 |
| Wolverhampton Wanderers | 4 (1/3)                        | 1949*, 1954*, 1959, 1960* |
| Leeds United            | 2                              | 1969, 1992 |
| Burnley                 | 2 (1/1)                        | 1960*, 1973 |
| West Bromwich Albion    | 2 (1/1)                        | 1920, 1954* |
| Leicester City          | 2                              | 1971, 2021 |
| Blackburn Rovers        | 1                              | 1912 |
| Bolton Wanderers        | 1                              | 1958 |
| Brighton & Hove Albion  | 1                              | 1910 |
| Cardiff City            | 1                              | 1927 |
| Derby County            | 1                              | 1975 |
| Huddersfield Town       | 1                              | 1922 |
| Newcastle United        | 1                              | 1909 |
| Nottingham Forest       | 1                              | 1978 |
| Sheffield Wednesday     | 1                              | 1935 |
| Sunderland              | 1                              | 1936 |
| Aston Villa             | 1 (0/1)                        | 1981* |
| Portsmouth              | 1 (0/1)                        | 1949* |
| West Ham United         | 1 (0/1)                        | 1964* |

* Indikerar en oavgjord final där titeln tidigare delades mellan de två deltagande lagen.

## Arena
- Old Trafford 1922, 1928, 1952, 1957, 1965, 1967
- Highbury 1924, 1934, 1935, 1938, 1948, 1949, 1953
- White Hart Lane 1912, 1920, 1921, 1925, 1951, 1961
- Stamford Bridge 1908–1911, 1923, 1927, 1930, 1950, 1955, 1970
- The Den 1913, 1929
- Maine Road 1926, 1937, 1956, 1968, 1973
- Villa Park 1931, 1972, 2012
- St James' Park 1932
- Goodison Park 1933, 1963, 1966
- Roker Park 1936
- Molineux 1954, 1959
- Burnden Park 1958
- Turf Moor 1960
- Portman Road 1962
- Anfield 1964
- Elland Road 1969
- Filbert Street 1971
- "Gamla" Wembley Stadium 1974–2000
- "Nya" Wembley Stadium 2007–2011, 2013-
- Millennium Stadium 2001–2006